# US Open 2008 (tennis)
De 128e editie van het Amerikaanse grandslamtoernooi, de US Open 2008, werd gehouden van 25 augustus tot en met 8 september 2008. Voor de vrouwen was het de 122e editie. Het toernooi werd gespeeld op het terrein van het USTA Billie Jean King National Tennis Center, gelegen in Flushing Meadows in het stadsdeel Queens in New York. Het toernooi duurde een dag langer dan gepland doordat op de slotzaterdag de halvefinalepartij tussen Nadal en Murray niet kon worden afgemaakt vanwege het slechte weer. Deze wedstrijd werd op zondag uitgespeeld, evenals de finale bij de vrouwen. De mannenfinale volgde ten slotte op maandag.
Het toernooi van 2008 trok 720.000 toeschouwers.

## Enkelspel
|                                                  |  |                                                      |
| Roger Federer, de winnaar van het mannentoernooi |  | Serena Williams, de winnares van het vrouwentoernooi |

### Mannen
Titelverdediger bij de mannen was Roger Federer. De als tweede geplaatste Zwitser won voor de vijfde keer op rij het toernooi door in de finale de als zesde geplaatste Brit Andy Murray met 2-6 5-7 2-6 te verslaan.

### Vrouwen
Titelhoudster bij de vrouwen Justine Henin verdedigde haar titel niet, in verband met haar afscheid op 14 mei 2008. De als vierde geplaatste Amerikaanse Serena Williams won voor de derde keer het toernooi door in de finale de als tweede geplaatste Servische Jelena Janković met 6-4 7-5 te verslaan.

## Dubbelspel
Heren dubbel

Finale: de Amerikaanse broers Bob en Mike Bryan wonnen van Lukáš Dlouhý (Tsjechië) en Leander Paes (India) met 7-65 7-610
Dames dubbel

Finale: Cara Black (Zimbabwe) en Liezel Huber (USA) wonnen van Lisa Raymond (USA) en Samantha Stosur (Australië) met 6-3 7-66
Gemengd dubbel

Finale: Cara Black (Zimbabwe) en Leander Paes (India) wonnen van Liezel Huber (USA) en Jamie Murray (Groot-Brittannië) met 7-66 6-4

## Junioren
Meisjes enkelspel

Finale: Coco Vandeweghe (VS) won van Gabriela Paz (Venezuela) met 7-6, 6-1
Meisjes dubbelspel

Finale: Noppawan Lertcheewakarn (Thailand) en Sandra Roma (Zweden) wonnen van Mallory Burdette (VS) en Sloane Stephens (VS) met 6-0, 6-2
Jongens enkelspel

Finale: Grigor Dimitrov (Bulgarije) won van Devin Britton (VS) met 6-4, 6-3
Jongens dubbelspel

Finale: Nikolaus Moser (Oostenrijk) en Cedrik-Marcel Stebe (Duitsland) wonnen van Henri Kontinen (Finland) en Christopher Rungkat (Indonesië) met 7-6, 3-6, [10-8]
1881 · 1882 · 1883 · 1884 · 1885 · 1886 · 1887 · 1888 · 1889 · 1890 · 1891 · 1892 · 1893 · 1894 · 1895 · 1896 · 1897 · 1898 · 1899 · 1900 · 1901 · 1902 · 1903 · 1904 · 1905 · 1906 · 1907 · 1908 · 1909 · 1910 · 1911 · 1912 · 1913 · 1914 · 1915 · 1916 · 1917 · 1918 · 1919 · 1920 · 1921 · 1922 · 1923 · 1924 · 1925 · 1926 · 1927 · 1928 · 1929 · 1930 · 1931 · 1932 · 1933 · 1934 · 1935 · 1936 · 1937 · 1938 · 1939 · 1940 · 1941 · 1942 · 1943 · 1944 · 1945 · 1946 · 1947 · 1948 · 1949 · 1950 · 1951 · 1952 · 1953 · 1954 · 1955 · 1956 · 1957 · 1958 · 1959 · 1960 · 1961 · 1962 · 1963 · 1964 · 1965 · 1966 · 1967
↓ open tijdperk ↓
1968 (m-v-md-vd-gd) ·
1969 (m-v-md-vd-gd) ·
1970 (m-v-md-vd-gd) ·
1971 (m-v-md-vd-gd) ·
1972 (m-v-md-vd-gd) ·
1973 (m-v-md-vd-gd) ·
1974 (m-v-md-vd-gd) ·
1975 (m-v-md-vd-gd) ·
1976 (m-v-md-vd-gd) ·
1977 (m-v-md-vd-gd) ·
1978 (m-v-md-vd-gd) ·
1979 (m-v-md-vd-gd) ·
1980 (m-v-md-vd-gd) ·
1981 (m-v-md-vd-gd) ·
1982 (m-v-md-vd-gd) ·
1983 (m-v-md-vd-gd) ·
1984 (m-v-md-vd-gd) ·
1985 (m-v-md-vd-gd) ·
1986 (m-v-md-vd-gd) ·
1987 (m-v-md-vd-gd) ·
1988 (m-v-md-vd-gd) ·
1989 (m-v-md-vd-gd) ·
1990 (m-v-md-vd-gd) ·
1991 (m-v-md-vd-gd) ·
1992 (m-v-md-vd-gd) ·
1993 (m-v-md-vd-gd) ·
1994 (m-v-md-vd-gd) ·
1995 (m-v-md-vd-gd) ·
1996 (m-v-md-vd-gd) ·
1997 (m-v-md-vd-gd) ·
1998 (m-v-md-vd-gd) ·
1999 (m-v-md-vd-gd) ·
2000 (m-v-md-vd-gd) ·
2001 (m-v-md-vd-gd) ·
2002 (m-v-md-vd-gd) ·
2003 (m-v-md-vd-gd) ·
2004 (m-v-md-vd-gd) ·
2005 (m-v-md-vd-gd) ·
2006 (m-v-md-vd-gd) ·
2007 (m-v-md-vd-gd) ·
2008 (m-v-md-vd-gd) ·
2009 (m-v-md-vd-gd) ·
2010 (m-v-md-vd-gd) ·
2011 (m-v-md-vd-gd) ·
2012 (m-v-md-vd-gd) ·
2013 (m-v-md-vd-gd) ·
2014 (m-v-md-vd-gd) ·
2015 (m-v-md-vd-gd) ·
2016 (m-v-md-vd-gd) ·
2017 (m-v-md-vd-gd) ·
2018 (m-v-md-vd-gd) ·
2019 (m-v-md-vd-gd) ·
2020 (m-v-md-vd) ·
2021 (m-v-md-vd-gd) ·
2022 (m-v-md-vd-gd) ·
2023 (m-v-md-vd-gd)  ·
2024 (m-v-md-vd-gd)
Lijst van US Openwinnaars